# Campionato italiano di calcio da tavolo 1976
Il secondo campionato italiano di Subbuteo agonistico (calcio da tavolo) venne organizzano dalla F.I.C.M.S. a Genova nel 1976. Per la prima volta la gara è suddivisa nella categoria "Seniores" e nella categoria "Juniores". Quest'ultima è riservata ad i giocatori "Under16".

## Medagliere
| Pos. | Regione               |   |   |   | Totale |
| ---- | --------------------- | - | - | - | ------ |
| 1    | Liguria               | 1 | 1 | 0 | 2      |
| 2    | Lazio                 | 1 | 1 | 0 | 2      |
| 3    | Friuli-Venezia Giulia | 0 | 0 | 2 | 2      |

## Risultati

### Categoria Seniores

#### Girone A
- Carlo Giovannella - Francesco Sion 8-0
- Ruggiero De Paulis - Mauro Casali 1-1
- Carlo Giovannella - Ruggiero De Paulis 2-0
- Francesco Sion - Mauro Casali 0-8
- Carlo Giovannella - Mauro Casali 2-1
- Francesco Sion - Ruggiero De Paulis 0-12

#### Girone B
- Luca Maiorano - Carlo Novara  3-6
- Pietro Palumbo - Paolo Monfredini 2-2
- Luca Maiorano - Pietro Palumbo 8-1
- Carlo Novara - Paolo Monfredini 5-0
- Luca Maiorano - Paolo Monfredini 2-0
- Carlo Novara - Pietro Palumbo 11-1

#### Girone C
- Stefano Beverini - Giancarlo Murgia 9-0
- Angelo Assanti - Bruno Fanan 1-8
- Stefano Beverini - Angelo Assanti 12-0
- Giancarlo Murgia - Bruno Fanan 2-6
- Stefano Beverini - Bruno Fanan 10-1
- Giancarlo Murgia - Angelo Assanti 1-1

#### Girone D
- Domenico D'Ascola - Marino Ziz 2-2
- Giaconi - Riccardo Protetti 2-0ff
- Domenico D'Ascola - Giaconi 1-0
- Marino Ziz - Riccardo Protetti 2-0ff
- Marino Ziz - Giaconi 2-1
- Domenico D'Ascola - Riccardo Protetti 2-0ff

#### Spareggio
- Domenico D'Ascola - Marino Ziz 0-4

#### Semifinali
- Carlo Giovannella - Carlo Novara 5-3
- Stefano Beverini - Marino Ziz 2-0

#### Finali
Finale 3º/4º posto
Marino Ziz - Carlo Novara 4-3
Finale 1º/2º posto
Stefano Beverini - Carlo Giovannella 6-2

### Categoria Juniores

#### Girone A
- Carlo Pintarelli - Luca De Lazzari 3-1
- Danilo Villari - Giuseppe Noto Millefiori 1-0
- Carlo Pintarelli - Danilo Villari 3-2
- Luca De Lazzari - Giuseppe Noto Millefiori 8-1
- Carlo Pintarelli - Giuseppe Noto Millefiori 14-0
- Luca De Lazzari - Danilo Villari 5-1

#### Girone B
- Antonio Dal Pozzo - Alessandro Scaletti 0-10
- Giuseppe Gola - Carlo Ardenghi 3-2
- Antonio Dal Pozzo- Giuseppe Gola 0-2
- Alessandro Scaletti - Carlo Ardenghi 8-0
- Antonio Dal Pozzo- Carlo Ardenghi 3-0
- Alessandro Scaletti - Giuseppe Gola 6-0

#### Girone C
- Fabio Sani - Marco Stevanon 4-1
- Paolo Casali - Francesco Sion 2-1
- Fabio Sani - Paolo Casali 2-4
- Marco Stevanon - Francesco Sion 0-2
- Fabio Sani - Francesco Sion 12-1
- Marco Stevanon - Paolo Casali 0-5

#### Girone D
- Carlo Rastrelli - Giuseppe Mignemi 3-0
- Giuseppe Venturelli - Stefano De Francesco 1-1
- Carlo Rastrelli - Giuseppe Venturelli 1-4
- Giuseppe Mignemi - Stefano De Francesco 0-4
- Carlo Rastrelli - Stefano De Francesco 0-3
- Giuseppe Mignemi - Giuseppe Venturelli 3-6

Spareggio
- Giuseppe Venturelli - Stefano De Francesco 3-2

#### Semifinali
- Carlo Pintarelli - Alessandro Scaletti 1-2
- Giuseppe Venturelli - Paolo Casali 2-1

#### Finali
Finale 3º/4º posto
Carlo Pintarelli - Paolo Casali 6-5
Finale 1º/2º posto
Giuseppe Venturelli - Alessandro Scaletti 1-3